# Russell Martin
Russell Kenneth Alexander Martin (Brighton, 4 gennaio 1986) è un allenatore di calcio ed ex calciatore scozzese, di ruolo difensore, tecnico dei Rangers.

## Carriera

### Club

#### Wycombe e Peterborough United
Inizia la sua carriera da professionista nel Wycombe, all'epoca militante in League Two. Il 7 agosto 2004 fa il suo esordio nella vittoria per 2-1 contro il Cambridge United. Il 6 gennaio 2006 realizza anche il suo primo gol nello spettacolare 4-5 contro il Macclesfield Town. Con il club disputa svariate stagioni di buon livello.
Nel 2008 passa al Peterborough United, salendo di una categoria. Il 9 agosto dello stesso anno gioca la sua prima con i biancocelesti, nell'1-0 a favore del Southend United.

#### Norwich e Rangers
La svolta arriva con il prestito al Norwich City. Il club gialloverde decide di riscattarlo alla fine del prestito e di lì a poco Russell diventa uno degli elementi portanti della squadra. Il 29 dicembre 2012 ha realizzato una doppietta al Manchester City nell'incontro casalingo perso per 4-3.
Nel gennaio 2018 viene mandato in prestito semestrale agli scozzesi dei Rangers.

#### Walsall e MK Dons
Rimasto svincolato, trova un accordo con il Walsall nell'ottobre 2018, per poi passare nel 2019 al MK Dons.

### Nazionale
Pur essendo nato in Inghilterra, grazie alle sue origini scozzesi da parte del padre, ha potuto giocare con la Nazionale scozzese, da cui è stato convocato per la prima volta nel maggio 2011. Il 25 del mese stesso ha fatto il suo esordio a Dublino, nell'amichevole contro il Galles (vinta 3-1) subentrando su Stephen Crainey al minuto 81. Ha preso parte alla fase di qualificazione dei Mondiali 2014 e 2018 e degli Europei 2016.

### Allenatore

#### MK Dons e Swansea City
Il 6 novembre 2019 si ritira dal calcio giocato, diventando il nuovo allenatore della sua ultima squadra, il MK Dons.
Il 1º agosto 2021 diventa il nuovo allenatore dello Swansea City.

#### Southampton
Il 21 giugno 2023 lascia il club gallese e, contestualmente, si accasa al Southampton, appena retrocesso in Championship. Dopo aver condotto la squadra al quarto posto in classifica, riesce a riportarla in Premier League con la vittoria dei play-off. Il 15 dicembre 2024, dopo aver ottenuto solo 5 punti in 16 partite di campionato, viene esonerato.

#### Rangers
Il 5 giugno 2025 viene annunciato come nuovo allenatore dei Rangers.

## Statistiche

### Cronologia presenze e reti in nazionale
| Cronologia completa delle presenze e delle reti in nazionale ― Scozia | Cronologia completa delle presenze e delle reti in nazionale ― Scozia | Cronologia completa delle presenze e delle reti in nazionale ― Scozia | Cronologia completa delle presenze e delle reti in nazionale ― Scozia | Cronologia completa delle presenze e delle reti in nazionale ― Scozia | Cronologia completa delle presenze e delle reti in nazionale ― Scozia | Cronologia completa delle presenze e delle reti in nazionale ― Scozia | Cronologia completa delle presenze e delle reti in nazionale ― Scozia |
| Data                                                                  | Città                                                                 | In casa                                                               | Risultato                                                             | Ospiti                                                                | Competizione                                                          | Reti                                                                  | Note                                                                  |
| --------------------------------------------------------------------- | --------------------------------------------------------------------- | --------------------------------------------------------------------- | --------------------------------------------------------------------- | --------------------------------------------------------------------- | --------------------------------------------------------------------- | --------------------------------------------------------------------- | --------------------------------------------------------------------- |
| 25-5-2011                                                             | Dublino                                                               | Galles                                                                | 1 – 3                                                                 | Scozia                                                                | Amichevole                                                            | -                                                                     | 81’                                                                   |
| 29-2-2012                                                             | Capodistria                                                           | Slovenia                                                              | 1 – 1                                                                 | Scozia                                                                | Amichevole                                                            | -                                                                     |                                                                       |
| 27-5-2012                                                             | Jacksonville                                                          | Stati Uniti                                                           | 5 – 1                                                                 | Scozia                                                                | Amichevole                                                            | -                                                                     | 59’                                                                   |
| 15-8-2012                                                             | Edimburgo                                                             | Scozia                                                                | 3 – 1                                                                 | Australia                                                             | Amichevole                                                            | -                                                                     | 67’                                                                   |
| 7-6-2013                                                              | Zagabria                                                              | Croazia                                                               | 0 – 1                                                                 | Scozia                                                                | Qual. Mondiali 2014                                                   | -                                                                     |                                                                       |
| 14-8-2013                                                             | Londra                                                                | Inghilterra                                                           | 3 – 2                                                                 | Scozia                                                                | Amichevole                                                            | -                                                                     |                                                                       |
| 6-9-2013                                                              | Glasgow                                                               | Scozia                                                                | 0 – 2                                                                 | Belgio                                                                | Qual. Mondiali 2014                                                   | -                                                                     |                                                                       |
| 10-9-2013                                                             | Skopje                                                                | Macedonia                                                             | 1 – 2                                                                 | Scozia                                                                | Qual. Mondiali 2014                                                   | -                                                                     |                                                                       |
| 15-10-2013                                                            | Glasgow                                                               | Scozia                                                                | 2 – 0                                                                 | Croazia                                                               | Qual. Mondiali 2014                                                   | -                                                                     |                                                                       |
| 19-11-2013                                                            | Molde                                                                 | Norvegia                                                              | 0 – 1                                                                 | Scozia                                                                | Amichevole                                                            | -                                                                     |                                                                       |
| 5-3-2014                                                              | Varsavia                                                              | Polonia                                                               | 0 – 1                                                                 | Scozia                                                                | Amichevole                                                            | -                                                                     |                                                                       |
| 7-9-2014                                                              | Dortmund                                                              | Germania                                                              | 2 – 1                                                                 | Scozia                                                                | Qual. Euro 2016                                                       | -                                                                     |                                                                       |
| 11-10-2014                                                            | Glasgow                                                               | Scozia                                                                | 1 – 0                                                                 | Georgia                                                               | Qual. Euro 2016                                                       | -                                                                     | 80’                                                                   |
| 14-10-2014                                                            | Varsavia                                                              | Polonia                                                               | 2 – 2                                                                 | Scozia                                                                | Qual. Euro 2016                                                       | -                                                                     |                                                                       |
| 14-11-2014                                                            | Glasgow                                                               | Scozia                                                                | 1 – 0                                                                 | Irlanda                                                               | Qual. Euro 2016                                                       | -                                                                     |                                                                       |
| 18-11-2014                                                            | Glasgow                                                               | Scozia                                                                | 1 – 3                                                                 | Inghilterra                                                           | Amichevole                                                            | -                                                                     |                                                                       |
| 25-3-2015                                                             | Glasgow                                                               | Scozia                                                                | 1 – 0                                                                 | Irlanda del Nord                                                      | Amichevole                                                            | -                                                                     | 46’                                                                   |
| 29-3-2015                                                             | Glasgow                                                               | Scozia                                                                | 6 – 1                                                                 | Gibilterra                                                            | Qual. Euro 2016                                                       | -                                                                     |                                                                       |
| 13-6-2015                                                             | Dublino                                                               | Irlanda                                                               | 1 – 1                                                                 | Scozia                                                                | Qual. Euro 2016                                                       | -                                                                     |                                                                       |
| 4-9-2015                                                              | Tbilisi                                                               | Georgia                                                               | 1 – 0                                                                 | Scozia                                                                | Qual. Euro 2016                                                       | -                                                                     |                                                                       |
| 7-9-2015                                                              | Glasgow                                                               | Scozia                                                                | 2 – 3                                                                 | Germania                                                              | Qual. Euro 2016                                                       | -                                                                     |                                                                       |
| 8-10-2015                                                             | Glasgow                                                               | Scozia                                                                | 2 – 2                                                                 | Polonia                                                               | Qual. Euro 2016                                                       | -                                                                     |                                                                       |
| 24-3-2016                                                             | Praga                                                                 | Rep. Ceca                                                             | 0 – 1                                                                 | Scozia                                                                | Amichevole                                                            | -                                                                     |                                                                       |
| 29-5-2016                                                             | Attard                                                                | Italia                                                                | 1 – 0                                                                 | Scozia                                                                | Amichevole                                                            | -                                                                     |                                                                       |
| 4-6-2016                                                              | Longeville-lès-Metz                                                   | Francia                                                               | 3 – 0                                                                 | Scozia                                                                | Amichevole                                                            | -                                                                     |                                                                       |
| 4-9-2016                                                              | Attard                                                                | Malta                                                                 | 1 – 5                                                                 | Scozia                                                                | Qual. Mondiali 2018                                                   | -                                                                     |                                                                       |
| 8-10-2016                                                             | Glasgow                                                               | Scozia                                                                | 1 – 1                                                                 | Lituania                                                              | Qual. Mondiali 2018                                                   | -                                                                     |                                                                       |
| 11-10-2016                                                            | Trnava                                                                | Slovacchia                                                            | 3 – 0                                                                 | Scozia                                                                | Qual. Mondiali 2018                                                   | -                                                                     |                                                                       |
| 26-3-2017                                                             | Glasgow                                                               | Scozia                                                                | 1 – 0                                                                 | Slovenia                                                              | Qual. Mondiali 2018                                                   | -                                                                     |                                                                       |
| Totale                                                                |                                                                       | Presenze                                                              | 29                                                                    |                                                                       | Reti                                                                  | 0                                                                     |                                                                       |

### Statistiche da allenatore

#### Club
Statistiche aggiornate al 16 agosto 2025; in grassetto le competizioni vinte.
| Stagione            | Squadra             | Campionato          | Campionato | Campionato | Campionato | Campionato | Coppe nazionali | Coppe nazionali | Coppe nazionali | Coppe nazionali | Coppe nazionali | Coppe continentali | Coppe continentali | Coppe continentali | Coppe continentali | Coppe continentali | Altre coppe | Altre coppe | Altre coppe | Altre coppe | Altre coppe | Totale | Totale | Totale | Totale | % Vittorie | Piazzamento |
| Stagione            | Squadra             | Comp                | G          | V          | N          | P          | Comp            | G               | V               | N               | P               | Comp               | G                  | V                  | N                  | P                  | Comp        | G           | V           | N           | P           | G      | V      | N      | P      | %          | Piazzamento |
| ------------------- | ------------------- | ------------------- | ---------- | ---------- | ---------- | ---------- | --------------- | --------------- | --------------- | --------------- | --------------- | ------------------ | ------------------ | ------------------ | ------------------ | ------------------ | ----------- | ----------- | ----------- | ----------- | ----------- | ------ | ------ | ------ | ------ | ---------- | ----------- |
| nov. 2019-2020      | MK Dons             | FL1                 | 19         | 6          | 6          | 7          | FACup+CdL       | 1+0             | 0+0             | 0+0             | 1+0             | -                  | -                  | -                  | -                  | -                  | FLT         | 3           | 1           | 0           | 2           | 23     | 7      | 6      | 10     | 30,43      | Sub. 19º    |
| 2020-2021           | MK Dons             | FL1                 | 46         | 18         | 11         | 17         | FACup+CdL       | 3+1             | 1+0             | 2+0             | 0+1             | -                  | -                  | -                  | -                  | -                  | FLT         | 6           | 4           | 0           | 2           | 56     | 23     | 13     | 20     | 41,07      | 13º         |
| Totale MK Dons      | Totale MK Dons      | Totale MK Dons      | 65         | 24         | 17         | 24         |                 | 5               | 1               | 2               | 2               |                    | -                  | -                  | -                  | -                  |             | 9           | 5           | 0           | 4           | 79     | 30     | 19     | 30     | 37,97      |             |
| 2021-2022           | Swansea City        | FLC                 | 46         | 16         | 13         | 17         | FACup+CdL       | 1+3             | 0+2             | 1+0             | 0+1             | -                  | -                  | -                  | -                  | -                  | -           | -           | -           | -           | -           | 50     | 18     | 14     | 18     | 36,00      | 15º         |
| 2022-2023           | Swansea City        | FLC                 | 46         | 18         | 12         | 16         | FACup+CdL       | 2+1             | 0               | 1+1             | 1+0             | -                  | -                  | -                  | -                  | -                  | -           | -           | -           | -           | -           | 49     | 18     | 14     | 17     | 36,73      | 10°         |
| Totale Swansea City | Totale Swansea City | Totale Swansea City | 92         | 34         | 25         | 33         |                 | 7               | 2               | 3               | 2               |                    | -                  | -                  | -                  | -                  |             | -           | -           | -           | -           | 99     | 36     | 28     | 35     | 36,36      |             |
| 2023-2024           | Southampton         | FLC                 | 46+3       | 26+2       | 9+1        | 11+0       | FACup+CdL       | 4+1             | 2+0             | 1+0             | 1+1             | -                  | -                  | -                  | -                  | -                  | -           | -           | -           | -           | -           | 54     | 30     | 11     | 13     | 55,56      | 4° (prom.)  |
| lug.-dic. 2024      | Southampton         | PL                  | 16         | 1          | 2          | 13         | FACup+CdL       | 0+3             | 0+2             | 0+1             | 0               | -                  | -                  | -                  | -                  | -                  | -           | -           | -           | -           | -           | 19     | 3      | 3      | 13     | 15,79      | Eson.       |
| Totale Southampton  | Totale Southampton  | Totale Southampton  | 65         | 29         | 12         | 24         |                 | 8               | 4               | 2               | 2               |                    | -                  | -                  | -                  | -                  |             | -           | -           | -           | -           | 73     | 33     | 14     | 26     | 45,21      |             |
| 2025-2026           | Rangers             | SP                  | 2          | 0          | 2          | 0          | CS+CdL          | 0+1             | 0+1             | 0               | 0               | UCL                | 4                  | 2                  | 1                  | 1                  | -           | -           | -           | -           | -           | 7      | 3      | 3      | 1      | 42,86      |             |
| Totale carriera     | Totale carriera     | Totale carriera     | 224        | 87         | 56         | 81         |                 | 21              | 8               | 7               | 6               |                    | 4                  | 2                  | 1                  | 1                  |             | 9           | 5           | 0           | 4           | 258    | 102    | 64     | 92     | 39,53      |             |

## Palmarès

### Club

#### Competizioni nazionali
- Football League One: 1

Norwich City: 2009-2010